# Al Oerter
Alfred Adolf Oerter Jr., detto Al (New York, 19 settembre 1936 – Fort Myers, 1º ottobre 2007), è stato un discobolo statunitense, quattro volte campione olimpico della specialità.
Ѐ stato il primo atleta della storia a vincere quattro medaglie d'oro nella stessa specialità in quattro diverse edizioni olimpiche (dal 1956 al 1968), record eguagliato da Carl Lewis nel 1996 ed in seguito da altri (poi superato nel 2024 dal lottatore Mijaín López).
Il suo nome compare dal 1974 nella National Track & Field Hall of Fame di New York e dal 2005 è incluso anche nella Nassau County Sports Hall of Fame. Nel 2012 è stato inserito nella IAAF Hall of Fame.

## Biografia
Nato nel sobborgo di Astoria, era un atleta naturale dalla conformazione fisica possente (193 cm di altezza per 127 kg di peso forma), ed è stato uno dei più longevi campioni dell'atletica leggera e un atleta plurimedagliato al pari di Jesse Owens e Carl Lewis.
Oerter al termine della carriera agonistica aveva potuto sviluppare una sua grande passione, quella della pittura. Anche in questo campo ha avuto modo di essere conosciuto ed apprezzato.
Da tempo affetto da una cardiopatia, è morto nel 2007 all'età di 71 anni durante un ricovero all'HealthPark Medical Center di Fort Myers, in Florida. Ha lasciato la moglie cinquantaduenne Cathy e due figli, avuti da un precedente matrimonio, oltre a tre nipoti.

## Carriera
Dal 1956 al 1968 è stato il campione incontrastato della specialità vincendo quattro titoli olimpici consecutivi ai Giochi olimpici di Melbourne 1956, Roma 1960, Tokyo 1964 e Città del Messico 1968.
Quattro volte primatista mondiale tra il 1962 ed il 1964, ha ulteriormente migliorato il proprio primato personale (portandolo a 69,46 metri) all'età di quarantatré anni in occasione delle qualificazioni per la Giochi della XXII Olimpiade del 1980.
Nel 1981 partecipò a Roma alla Coppa del Mondo di Atletica a 44 anni.
Oerter è stato anche portabandiera per gli Stati Uniti ai Giochi della XXVI Olimpiade tenutisi ad Atlanta nel 1996.

## Record
Oerter ha stabilito in carriera quattro record del mondo. Questa la sequenza dei primati mondiali da lui ottenuti:
- Los Angeles, 18 maggio 1962 - 61,10 m
- Chicago, 1º luglio 1962 - 62,45 m
- Walnut (California), 27 aprile 1963 - 62,62 m
- Walnut (California), 25 aprile 1964 - 62,94 m

### Master M45
- Lancio del disco, 66,12 m ( Westfield, 28 marzo 1982)

## Palmarès
| Anno | Manifestazione      | Sede              | Evento           | Risultato | Prestazione | Note                  |
| ---- | ------------------- | ----------------- | ---------------- | --------- | ----------- | --------------------- |
| 1956 | Giochi olimpici     | Melbourne         | Lancio del disco | Oro       | 56,36 m     | Record olimpico       |
| 1959 | Giochi panamericani | Chicago           | Lancio del disco | Oro       | 58,12 m     | Record dei campionati |
| 1960 | Giochi olimpici     | Roma              | Lancio del disco | Oro       | 59,18 m     | Record olimpico       |
| 1964 | Giochi olimpici     | Tokyo             | Lancio del disco | Oro       | 61,00 m     | Record olimpico       |
| 1968 | Giochi olimpici     | Città del Messico | Lancio del disco | Oro       | 64,78 m     | Record olimpico       |